# Here, My Dear
Here, My Dear ist das 15. Studioalbum von Marvin Gaye. Das Album erschien am 15. Dezember 1978 als Doppelalbum auf dem Motown-Unterlabel Tamla Records.

## Entstehungsgeschichte
1975 reichte Anna Gordy Gaye die Scheidung von Marvin Gaye ein. Da er zu der Zeit aus finanziellen Gründen keine Alimente an ihren gemeinsamen Sohn, Marvin Gaye III, zahlen konnte, sollte sie den Vorschuss für Marvins nächstes Album (305.000 $) und die ersten 295.000 $ an Einnahmen erhalten.
Die erste Reaktion Marvins war, schnell ein Album aufzunehmen, in das er nicht viel Arbeit stecken würde. Doch schließlich entschied er sich dazu, das komplette Album seiner geschiedenen Frau und der gescheiterten Ehe zu widmen.
Das Album war zum Zeitpunkt seiner Veröffentlichung weder ein großer kommerzieller Erfolg noch erhielt es besonders gute Kritiken. Zudem hielt Marvin Gaye das Album, das größtenteils bereits 1976 und 1977 aufgenommen wurde, lange zurück, da es ihm zu privat erschien. So erschien es erst im Dezember 1978.

## Titelliste
A-Seite
1. Here, My Dear – 2:48
2. I Met A Little Girl – 5:03
3. When Did You Stop Loving Me, When Did I Stop Loving You – 6:17
4. Anger  – 4:04

B-Seite
1. Is That Enough – 7:48
2. Everybody Needs Love – 5:48
3. Time To Get It Together – 3:55

C-Seite
1. Sparrow – 6:12
2. Anna’s Song – 5:56
3. When Did You Stop Loving Me, When Did I Stop Loving You (Instrumental) – 6:03

D-Seite
1. A Funky Space Reincarnation – 8:18
2. You Can Leave, But It’s Going to Cost You – 5:32
3. Falling in Love Again  – 4:39
4. When Did You Stop Loving Me, When Did I Stop Loving You (Reprise) – 0:47

Alle Lieder wurden von Marvin Gaye geschrieben, außer 6. und 8. (Marvin Gaye / Ed Townsend) und 4. (Marvin Gaye / Delta Ashby / Ed Townsend).

### Wiederveröffentlichung
Das Album wurde 2008 in einer Expanded Edition von Hip-O Select neu aufgelegt. Das Album enthielt als Bonus Ain’t It Funny (How Things Turn Around) (alternate mix) (4:04), ein Remix von Bootsy Collins. Auf einer zweiten CD wurden eine Reihe weiterer Mixe gesammelt. Die Neuveröffentlichung erfolgte ironischerweise zum Valentinstag.
1. Here, My Dear (Alternate mix) – 2:50
  - Mix von Mocean Walker
2. I Met a Little Girl (Alternate Version) – 5:04
  - Mix von Easy Mo Bee
3. When Did You Stop Loving Me, When Did I Stop Loving You (Alternate Version) – 6:57
  - Mix von Leon Ware und Gerry “The Gov” Brown
4. Anger (Alternate Extended Mix) – 5:53
  - Mix von Marcus Miller
5. Is That Enough? (Instrumental) (Alternate Version) – 4:06
  - Mix von Montez Payton
6. Everybody Needs Love (Alternate Version) – 6:09
  - Mix von Prince Paul
7. Time to Get It Together (Alternate Extended Mix) – 6:20
  - Remix von Wayne "DJ Smash" Hunter
8. Sparrow (Alternate version) – 6:08
  - Mix von Randy Watson Experience
9. Anna’s Song (Instrumental) (Alternate version) – 6:08
  - Mix von John Rhone (The Whole 9)
10. A Funky Space Reincarnation (Alternate Extended Mix) – 9:10
  - Mix von John Morales und Paul Simpson
11. You Can Leave, But It’s Going to Cost You (Alternate Extended Mix) – 6:43
  - Mix von John Rhone (The Whole 9)
12. Falling in Love Again (Alternate Version) – 6:26
  - ReMix von SALAAMREMI.COM
13. A Funky Space Reincarnation (Instrumental) (Original 12-Inch) – 8:19

## Musikstil und Texte
Das Album ist eine einzige Abrechnung mit seiner Ex-Frau. Es beginnt mit einer Ansprache an sie („Here, My Dear“), anschließend lässt er die gemeinsame Zeit Revue passieren und bringt seine Gefühle über das Scheitern der Ehe zum Ausdruck. Dabei ist Gaye sehr direkt. Man kann das Album als einen Versuch sehen, seine persönlichen Dämonen zu bekämpfen. So sind einige Songs auch introspektiv und beschreiben auch seine Verfehlungen, wie überbordender Kokainkonsum und ein ausschweifendes Nachtleben.
Musikalisch ist das Album im typischen Gaye-Stil der 1970er gehalten, Motown-beeinflusster Soul mit einer gefühlvollen Stimme, die jedoch auf dem Album den Umständen entsprechend an manchen Stellen bitter und anklagend klingt. Aber das Album hat auch trockenen Humor und einige gefühlvolle Songs.

## Coverartwork
Das Coverartwor zeigt Marvin Gaye im Stil eines römischen Politikers mit Toga bekleidet. Im Hintergrund sieht man die Statue Der Kuss von Auguste Rodin. Auf dem Backcover steht die gesamte Kulisse in Flammen. Das Inner Sleeve ist im Stile des Brettspiels Monopoly gehalten, das „Judgement“ getauft wurde. Hier sieht man Gaye, wie er eine Schallplatte an eine Frau weitergibt. Auf der einen Seite ist das Aufnahmeequipment zu sehen, auf der anderen Seite Juwelen und andere Luxusgegenstände.

## Rezeption
Zur Zeit der Veröffentlichung war das Album zwar alles andere als ein Flop, doch sollte es mehrere Jahre dauern, bis die Kritik das Album zu würdigen wusste. Heute wird das Album anders betrachtet als damals und gilt als einer der Höhepunkte des musikalischen Schaffens von Marvin Gaye, zumal es sich um sein einziges Doppelalbum handelt. Das Rolling Stone Magazine etwa nahm Here, My Dear in seine Liste der „500 Greatest Albums of All Time“ (Platz 456) auf. In einer zweiten Liste, die 2020 veröffentlicht wurde, erreichte es Platz 493.
Das Album erreichte in den US-amerikanischen Billboard 200 Platz 26 und blieb 29 Wochen in den Charts. In den R&B-Charts erreichte es sogar Platz 4. Die einzige Single A Funky Space Reincarnation erreichte Platz #23 der R&B-Charts.